# アジキ
アジキ（Aǰiqi ? - 1306年以降）は、モンゴル帝国の皇族。チンギス・ハーンの次男であるチャガタイの孫ブリの息子。『元史』などの漢文史料では威遠王阿只吉、『集史』などのペルシア語史料ではاجیقیĀjīqīと記される。

## 概要
アビシュカの父ブリはルーシ遠征に従軍した折、オゴデイ家のグユクとともに総司令官バトゥを宴席にて侮辱した。この一件によってブリはバトゥとの間に怨恨を生じさせ、バトゥの後援によってモンケがカアンに即位するとブリはバトゥによって殺されてしまった。このため、ブリの諸子たちの間には反モンケ政権の傾向があったと見られる。
モンケ・カアンが南宋への親征の途上で病没すると、次代のカアン位を巡ってクビライとアリク・ブケとの間で帝位継承戦争が勃発した。アリク・ブケ派はカラコルムを中心としてモンケ政権を引き継ぐ形となったため、反モンケ的傾向のあるブリの諸子（アビシュカ、アジキら）はクビライ派に立って参戦した。クビライの支持基盤は東方三王家や「左手の五投下」といった帝国東方の諸勢力であり西方三王家（ジョチ家、チャガタイ家、オゴデイ家）の支持者は殆どいなかったが、中統元年（1260年）に開かれた上都クリルタイではアジキはオゴデイ家のカダアンとともに数少ない西方諸王として出席している。
共にクビライ派として参戦した兄弟のアビシュカがアリク・ブケ派に捕殺された後、アジキはクビライ派の数少ないチャガタイ家皇族として河西〜ビシュバリク方面の総司令官としての役割を果たした。アルグの死後、内紛が続くチャガタイ・ウルスから逃れてきたチャガタイ系諸王はアジキを頼って大元ウルスに入り、その多くが河西〜ビシュバリク方面に居住した。これは、クビライが大元ウルスに逃れてきたチャガタイ系諸集団を集めてチャガタイ・ウルスを吸収したカイドゥ・ウルスとの国境地帯に配備することで、カイドゥの侵攻に対処させる目的があったためと推測されている。
大元ウルスに移住してきたチャガタイ系諸王にはアルグの諸子（カバン、チュベイ、トク・テムル）、アジキの兄弟アフマドの諸子（ババ、トレ）、バラクの息子ベク・テムル、モチ・イェベの孫バイダカンらがいたが、この中で最もクビライに信任され力を持っていたのはチュベイであった。クビライの治世末期〜テムルの治世において、河西〜ビシュバリク方面ではチュベイが最前線にあってチャガタイ系諸王を率い、アジキがその後方に控えるという体制が取られていた。このような状況を反映して、『集史』などの史料では大元ウルス西方の有力者としてチュベイとアジキの名前を並記している。
カイドゥ・ウルスと大元ウルスとの戦いにおいて、主戦場はアルタイ山脈方面であり、中央アジア戦線では大規模な軍事的衝突は比較的少なかった。しかしクビライ・カアンの治世末期、1290年代にはドゥアが大軍を率いて河西方面を急襲することがあった。最前線にあったチュベイはドゥアの奇襲を察知して応戦したが後方にいたアジキは戦闘に参加できず、アジキが直属の上司である安西王アナンダに援軍の要請をした頃にはドゥアは既に退却していた。このため、アジキは罰として9回笞打たれたという。
大徳七年（1303年）にはそれまでアジキに委ねられていた河西一帯のジャムチの管理をチュベイに任せる記述が表れ、この頃には河西地方における軍事代表者としての地位をチュベイに委ねつつあったと見られる。大徳十年（1306年）を最後にアジキに関する記述は史料に表れなくなり、この頃に亡くなったものと見られる。同年4月にはチュベイに「甘粛等の地の軍站事」が正式に一任され、アジキに代わってチュベイが河西における第一人者として扱われるようになった。

## 子孫
『元史』巻107宗室世系表は威遠王阿只吉に威遠王忽都鉄木児と赤因鉄木児という息子がいたと記しているが、『集史』にはナリクを打倒しようとしたオルグ（Örüg）という息子がいたと記されている。